# Fed Cup 2019 – Světová skupina II

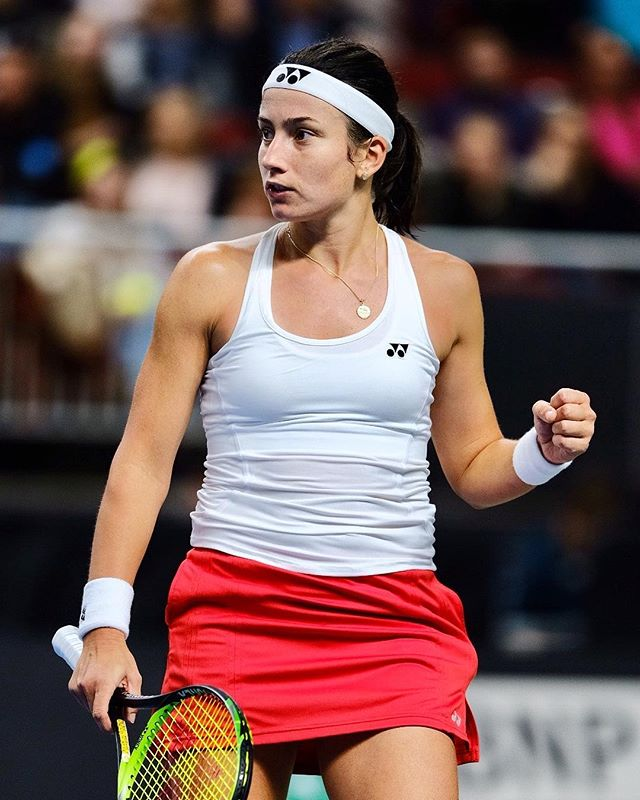
Anastasija Sevastovová přispěla výhrami z dvouher k vítězství Lotyšek nad Slovenkami 4:0 na zápasy

Světová skupina II Fed Cupu 2019 představovala druhou nejvyšší úroveň ženské týmové soutěže v tenise. Konala se 9. a 10. února 2019. Čtyři páry týmů sehrály vzájemná utkání. Vítězná družstva – Švýcarsko, Lotyšsko, Španělsko a Kanada,  postoupila do světové baráže. Na poražené – Itálii, Japonsko, Slovensko a Nizozemsko, čekala dubnová baráž druhé světové skupiny.

## Účastníci
| Účastníci  | Účastníci | Účastníci | Účastníci |
| Itálie     | Japonsko  | Kanada    | Lotyšsko  |
| Nizozemsko | Slovensko | Španělsko | Švýcarsko |
| ---------- | --------- | --------- | --------- |

## Utkání

### Švýcarsko vs. Itálie
| Swiss Tennis Arena, Biel/Bienne, Švýcarsko 9.–10. února 2019 tvrdý – Rebound Ace GS 8 mm (hala) | |                                                                            |      |     |          |            |
| \| 1. \| \| Belinda Bencicová Sara Erraniová \| 6 2 \| 7 5 \| \| \| \| 2. \| \| Viktorija Golubicová Camila Giorgiová \| 6 4 \| 2 6 \| 6 4 \| \| \| 3. \| \| Belinda Bencicová Camila Giorgiová \| 6 2 \| 6 4 \| \| \| \| 4. \| \| Viktorija Golubicová Sara Erraniová \| \| \| \| nehrálo se \| \| 5. \| \| Timea Bacsinszká / Stefanie Vögeleová Sara Erraniová / Martina Trevisanová \| 65 7 \| 6 3 \| [5] [10] \| \| \| Nominace \| \| \| \| \| \| \| \| \| Švýcarsko: Belinda Bencicová (45./237.), Stefanie Vögeleová (84./—), Viktorija Golubicová (101./154.), Timea Bacsinszká (111./115.), Jil Teichmannová (155./253.), nehrající kapitán Heinz Günthardt \| \| \| \| \| \| \| \| Itálie: Camila Giorgiová (28./—), Sara Erraniová (124./215.), Martina Trevisanová (166./450.), Jasmine Paoliniová (208./625.), Deborah Chiesaová (281./484.) , nehrající kapitánka Tathiana Garbinová \| \| \| \| \| \| \| Podrobnosti \| \| \| \| \| \| \| \| \| Oba týmy se v minulosti utkaly jedinkrát v roce 1977. Švýcarsko drželo aktivní bilanci vzájemných zápasů 1:0.[2][1] \| \| \| \| \| \| | |                                                                            |      |     |          |            |
| | |                                                                            | 1.   | 2.  | 3.       |            |
| 1. | | Belinda Bencicová Sara Erraniová                                           | 6 2  | 7 5 |          |            |
| 2. | | Viktorija Golubicová Camila Giorgiová                                      | 6 4  | 2 6 | 6 4      |            |
| 3. | | Belinda Bencicová Camila Giorgiová                                         | 6 2  | 6 4 |          |            |
| 4. | | Viktorija Golubicová Sara Erraniová                                        |      |     |          | nehrálo se |
| 5. | | Timea Bacsinszká / Stefanie Vögeleová Sara Erraniová / Martina Trevisanová | 65 7 | 6 3 | [5] [10] |            |
| Nominace | |                                                                            |      |     |          |            |
| | Švýcarsko: Belinda Bencicová (45./237.), Stefanie Vögeleová (84./—), Viktorija Golubicová (101./154.), Timea Bacsinszká (111./115.), Jil Teichmannová (155./253.), nehrající kapitán Heinz Günthardt  |                                                                            |      |     |          |            |
| | Itálie: Camila Giorgiová (28./—), Sara Erraniová (124./215.), Martina Trevisanová (166./450.), Jasmine Paoliniová (208./625.), Deborah Chiesaová (281./484.) , nehrající kapitánka Tathiana Garbinová |                                                                            |      |     |          |            |
| Podrobnosti | |                                                                            |      |     |          |            |
| | Oba týmy se v minulosti utkaly jedinkrát v roce 1977. Švýcarsko drželo aktivní bilanci vzájemných zápasů 1:0.                                                                                         |                                                                            |      |     |          |            |

### Lotyšsko vs. Slovensko
| Arēna Rīga, Riga, Lotyšsko 9.–10. února 2019 tvrdý – Rebound Ace Synpave (hala) | |                                                                                         |     |      |     |            |
| \| 1. \| \| Jeļena Ostapenková Rebecca Šramková \| 7 5 \| 65 7 \| 6 1 \| \| \| 2. \| \| Anastasija Sevastovová Anna Karolína Schmiedlová \| 6 4 \| 6 0 \| \| \| \| 3. \| \| Anastasija Sevastovová Rebecca Šramková \| 6 3 \| 6 2 \| \| \| \| 4. \| \| Jeļena Ostapenková Anna Karolína Schmiedlová \| \| \| \| nehrálo se \| \| 5. \| \| Diāna Marcinkēvičová / Jeļena Ostapenková Tereza Mihalíková / Anna Karolína Schmiedlová \| 6 2 \| 6 3 \| \| \| \| Nominace \| \| \| \| \| \| \| \| \| Lotyšsko: Anastasija Sevastovová (12./63.), Jeļena Ostapenková (22./37.), Diāna Marcinkēvičová (279./226.), Daniela Vismaneová (645./—), Patricija Spaková (—/—), nehrající kapitán Adrians Zguns \| \| \| \| \| \| \| \| Slovensko: Viktória Kužmová (46./94.), Anna Karolína Schmiedlová (61./—), Rebecca Šramková (188./—), Tereza Mihalíková (360./238.), nehrající kapitán Matej Lipták \| \| \| \| \| \| \| Podrobnosti \| \| \| \| \| \| \| \| \| Oba týmy se v minulosti nikdy neutkaly. Lotyšsko se druhé světové skupiny Fed Cupu zúčastnilo poprvé v historii a stejně tak premiérově proniklo do světové baráže.[3][1][4] \| \| \| \| \| \| | |                                                                                         |     |      |     |            |
| | |                                                                                         | 1.  | 2.   | 3.  |            |
| 1. | | Jeļena Ostapenková Rebecca Šramková                                                     | 7 5 | 65 7 | 6 1 |            |
| 2. | | Anastasija Sevastovová Anna Karolína Schmiedlová                                        | 6 4 | 6 0  |     |            |
| 3. | | Anastasija Sevastovová Rebecca Šramková                                                 | 6 3 | 6 2  |     |            |
| 4. | | Jeļena Ostapenková Anna Karolína Schmiedlová                                            |     |      |     | nehrálo se |
| 5. | | Diāna Marcinkēvičová / Jeļena Ostapenková Tereza Mihalíková / Anna Karolína Schmiedlová | 6 2 | 6 3  |     |            |
| Nominace | |                                                                                         |     |      |     |            |
| | Lotyšsko: Anastasija Sevastovová (12./63.), Jeļena Ostapenková (22./37.), Diāna Marcinkēvičová (279./226.), Daniela Vismaneová (645./—), Patricija Spaková (—/—), nehrající kapitán Adrians Zguns |                                                                                         |     |      |     |            |
| | Slovensko: Viktória Kužmová (46./94.), Anna Karolína Schmiedlová (61./—), Rebecca Šramková (188./—), Tereza Mihalíková (360./238.), nehrající kapitán Matej Lipták                                |                                                                                         |     |      |     |            |
| Podrobnosti | |                                                                                         |     |      |     |            |
| | Oba týmy se v minulosti nikdy neutkaly. Lotyšsko se druhé světové skupiny Fed Cupu zúčastnilo poprvé v historii a stejně tak premiérově proniklo do světové baráže.                               |                                                                                         |     |      |     |            |

### Japonsko vs. Španělsko
| Gymnastická hala Kitakjúšú Sogo, Kitakjúšú, Japonsko 9.–10. února 2019 tvrdý – GreenSet Grand Prix Cup (hala) | |                                                                                           |      |     |      |  |
| \| 1. \| \| Nao Hibinová Sara Sorribes Tormová \| 6 4 \| 6 2 \| \| \| \| 2. \| \| Misaki Doiová Georgina García Pérezová \| 2 6 \| 6 4 \| 62 7 \| \| \| 3. \| \| Kurumi Naraová Sílvia Solerová Espinosová \| 7 63 \| 6 4 \| \| \| \| 4. \| \| Nao Hibinová Georgina García Pérezová \| 3 6 \| 6 1 \| 1 6 \| \| \| 5. \| \| Miju Katová / Makoto Ninomijová Georgina García Pérezová / María José Martínez Sánchezová \| 1 6 \| 3 6 \| \| \| \| Nominace \| \| \| \| \| \| \| \| \| Japonsko: Misaki Doiová (121./120.), Nao Hibinová (123./67.), Kurumi Naraová (156./538.), Miju Katová (397./47.), Makoto Ninomijová (575./23.), nehrající kapitán Tošihisa Cučihaši \| \| \| \| \| \| \| \| Španělsko: Sara Sorribesová Tormová (78./74.), Aliona Bolsovová (152./380.), Georgina Garcíaová Pérezová (161./95.), Sílvia Solerová Espinosová (190./197.), María José Martínezová Sánchezová (—/16.), nehrající kapitánka Anabel Medinaová Garriguesová \| \| \| \| \| \| \| Podrobnosti \| \| \| \| \| \| \| \| \| Oba týmy se v minulosti utkaly dvakrát, v Německu roku 1994 a v Barceloně roku 2013. Španělky držely aktivní bilanci vzájemných zápasů 2:0.[5][1] \| \| \| \| \| \| | |                                                                                           |      |     |      |  |
| | |                                                                                           | 1.   | 2.  | 3.   |  |
| 1. | | Nao Hibinová Sara Sorribes Tormová                                                        | 6 4  | 6 2 |      |  |
| 2. | | Misaki Doiová Georgina García Pérezová                                                    | 2 6  | 6 4 | 62 7 |  |
| 3. | | Kurumi Naraová Sílvia Solerová Espinosová                                                 | 7 63 | 6 4 |      |  |
| 4. | | Nao Hibinová Georgina García Pérezová                                                     | 3 6  | 6 1 | 1 6  |  |
| 5. | | Miju Katová / Makoto Ninomijová Georgina García Pérezová / María José Martínez Sánchezová | 1 6  | 3 6 |      |  |
| Nominace | |                                                                                           |      |     |      |  |
| | Japonsko: Misaki Doiová (121./120.), Nao Hibinová (123./67.), Kurumi Naraová (156./538.), Miju Katová (397./47.), Makoto Ninomijová (575./23.), nehrající kapitán Tošihisa Cučihaši                                                                       |                                                                                           |      |     |      |  |
| | Španělsko: Sara Sorribesová Tormová (78./74.), Aliona Bolsovová (152./380.), Georgina Garcíaová Pérezová (161./95.), Sílvia Solerová Espinosová (190./197.), María José Martínezová Sánchezová (—/16.), nehrající kapitánka Anabel Medinaová Garriguesová |                                                                                           |      |     |      |  |
| Podrobnosti | |                                                                                           |      |     |      |  |
| | Oba týmy se v minulosti utkaly dvakrát, v Německu roku 1994 a v Barceloně roku 2013. Španělky držely aktivní bilanci vzájemných zápasů 2:0. |                                                                                           |      |     |      |  |

### Nizozemsko vs. Kanada
| Maaspoort Sports and Events, 's-Hertogenbosch, Nizozemsko 9.–10. února 2019 antuka (hala) | |                                                                            |        |     |           |            |
| \| 1. \| \| Richèl Hogenkampová Bianca Andreescuová \| 4 6 \| 1 6 \| \| \| \| 2. \| \| Arantxa Rusová Françoise Abandová \| 68 710 \| 6 4 \| 4 6 \| \| \| 3. \| \| Arantxa Rusová Bianca Andreescuová \| 4 6 \| 2 6 \| \| \| \| 4. \| \| Richèl Hogenkampová Françoise Abandová \| \| \| \| nehrálo se \| \| 5. \| \| Bibiane Schoofsová / Demi Schuursová Gabriela Dabrowská / Rebecca Marinová \| 6 2 \| 5 7 \| [10] [12] \| \| \| Nominace \| \| \| \| \| \| \| \| \| Nizozemsko: Arantxa Rusová (129./151.), Richèl Hogenkampová (150./939.), Bibiane Schoofsová (162./141.), Demi Schuursová (—/7.), nehrající kapitán Paul Haarhuis \| \| \| \| \| \| \| \| Kanada: Bianca Andreescuová (70./527.), Rebecca Marinová (209./520.), Françoise Abandová (223./—), Gabriela Dabrowská (445./10.), nehrající kapitánka Heidi El Tabakhová \| \| \| \| \| \| \| Podrobnosti \| \| \| \| \| \| \| \| \| Oba týmy se v minulosti utkaly šestkrát, naposledy v roce 1987. Bilance zápasů byla vyrovnaná 3:3.[6][1] \| \| \| \| \| \| | |                                                                            |        |     |           |            |
| | |                                                                            | 1.     | 2.  | 3.        |            |
| 1. | | Richèl Hogenkampová Bianca Andreescuová                                    | 4 6    | 1 6 |           |            |
| 2. | | Arantxa Rusová Françoise Abandová                                          | 68 710 | 6 4 | 4 6       |            |
| 3. | | Arantxa Rusová Bianca Andreescuová                                         | 4 6    | 2 6 |           |            |
| 4. | | Richèl Hogenkampová Françoise Abandová                                     |        |     |           | nehrálo se |
| 5. | | Bibiane Schoofsová / Demi Schuursová Gabriela Dabrowská / Rebecca Marinová | 6 2    | 5 7 | [10] [12] |            |
| Nominace | |                                                                            |        |     |           |            |
| | Nizozemsko: Arantxa Rusová (129./151.), Richèl Hogenkampová (150./939.), Bibiane Schoofsová (162./141.), Demi Schuursová (—/7.), nehrající kapitán Paul Haarhuis         |                                                                            |        |     |           |            |
| | Kanada: Bianca Andreescuová (70./527.), Rebecca Marinová (209./520.), Françoise Abandová (223./—), Gabriela Dabrowská (445./10.), nehrající kapitánka Heidi El Tabakhová |                                                                            |        |     |           |            |
| Podrobnosti | |                                                                            |        |     |           |            |
| | Oba týmy se v minulosti utkaly šestkrát, naposledy v roce 1987. Bilance zápasů byla vyrovnaná 3:3.                                                                       |                                                                            |        |     |           |            |